# Grube Brüche
Die Grube Brüche war eine von vielen Gruben in der Gemarkung von Müsen, heute einen Stadtteil Hilchenbachs im Kreis Siegen-Wittgenstein. Sie gehörte unter ca. 50 Gruben zu den bedeutendsten im Müsener Revier.

## Gangmittel
Als Gangmittel diente der Brücher Gang. Er war zwischen 2 und 5 m (meist ca. 3 m) mächtig und führte Brauneisenstein und mit zunehmender Teufe Spateisenstein mit Kupfer-, Blei-, Zinkerz. Zwischen Stollen und Pinge stand etwa 45 m abbauwürdiges Erz. 100 kg Kupferkies enthielten bis zu 28 % Kupfer.
Die Länge des Ganges betrug auf der tiefen Stollensohle 240 m. 1864 bezeichnete man den Brücher Eisenstein als „an Eisen reichsten Stein“ des Siegerlandes. Der Gehalt an „Kohlensaurem Eisenoxydul“ betrug bis zu 80 %.

## Geschichte
Vermutlich wurde schon vor 1722 nach Erz gegraben, erst in diesem Jahr ist es nachgewiesen. Der Obere Stollen erreichte in diesem Jahr 275 m Länge. Der Mittlere Stollen, genannt „Oberste Brüche“, hatte eine Länge von 272 m und traf den Erzgang in 104 m Teufe an. Zwischen 1777 und 1824 wurde ein Tiefer Stollen, der sogenannte Loher Stollen, genutzt. Dieser war 502 m lang, traf den Erzgang in 148 m Teufe und bekam 1802 eine noch heute erhaltene Ausmauerung. Um 1950 wurde der Eingang verschlossen. Abgebaut wurde im Etagenbruchbauverfahren, bei dem große unterirdische Hohlräume entstehen. Die Technik erforderte den Versatz von Bergematerial, welches in speziellen Mühlen zerkleinert wurde. Durch die Verfüllung entstanden oberirdisch fünf über 40 m tiefe Pingen (Brücher Einfälle), deren Steilhänge durch Sprengungen in den 1960er Jahren abgeflacht wurden.
| Jahr(e) | Fördermenge (Fe) | Fördermenge (Cu) | Fördermenge (Pb) |
| ------- | ---------------- | ---------------- | ---------------- |
| 1855    | 5.000 t          |                  |                  |
| 1863    | ? t              | 61 t             |                  |
| 1865    | 7.620 t          | 7,1 t            |                  |
| 1866    | 12.916 t         | 159 t            |                  |
| 1867    | 12.284 t         |                  | 377 t            |
| 1878    | 15.435 t         |                  |                  |
| 1885    | 9.478 t          |                  |                  |
| 1934–41 | 6.000 t          |                  |                  |

Ein späterer Tagesschacht führte bis auf 172 m, ein 1867/68 angelegter Blindschacht bis auf 294 m Teufe. 1885 wurde die Teufe erreicht. 1869 wurden im Schacht eine Zwillingsfördermaschine und eine Wasserhaltungsmaschine installiert. Sohlen wurden bei 42 m, 84 m, 125 m, 167 m, 209 m, 251 m und 294 m Teufe angelegt.
Neben den in der Tabelle angegebenen Mengen Eisenerz wurden noch geringere Mengen Kupfer- und Bleierz gefördert. 1863 wurden noch 61 t Kupfererz gefördert, 1865 waren es nur noch 7,1 t, ein Jahr später wieder 159 t. 1867 wurden außerdem noch 377 t Bleierz aus der Erde geholt. In Spitzenzeiten wurden bis zu 16.000 t Eisenerz und etwa 161 t Kupfererze pro Jahr gefördert, die Gesamtförderung lag bei etwa 313.000 t Eisenerz.
Nach der Stilllegung der Grube 1891 übernahm die Grube Stahlberg den Grubenbesitz und verpachtete ihn an Privatleute. Versuchsarbeiten und geringer Abbau wurde in den Jahren 1899–1901, 1906–1908 und nochmals zwischen 1923 und 1925 durchgeführt. Ab 1934 bewirtschaftet Bergmann Otto Rompf bis 1941 die Grube. Rompf förderte mit seinem Sohn 6.000 t Eisenstein zwischen Oberem und tiefem Stollen. Seit 1941 wurde nicht mehr gefördert.